# Parteibuch

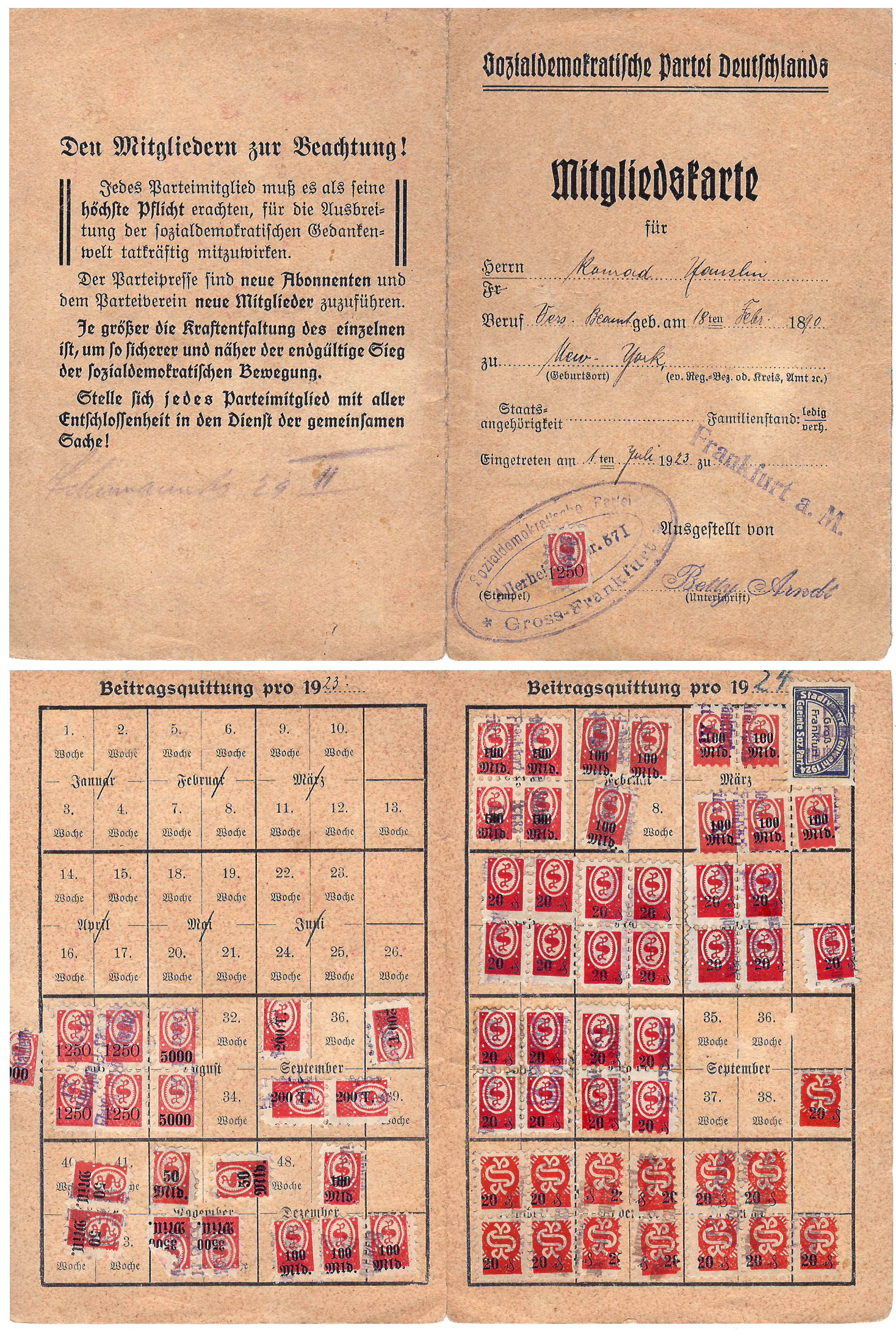
Mitgliedskarte („Parteibuch“) der Sozialdemokratischen Partei Deutschlands, 1923

Ein Parteibuch ist eine Urkunde, welche die persönlichen Daten wie Name, Anschrift und oft die Mitgliedsnummer des Mitglieds einer Partei enthält. Das Parteibuch dient zum Nachweis der Mitgliedschaft in der entsprechenden Partei. Der Ausdruck Parteibuch (= „Mitgliedskarte-/buch einer Partei“) stand im Jahre 1934 erstmals im Duden.

## Darstellung
Ursprünglich diente die Mitgliedskarte beziehungsweise das Mitgliedsbuch einer Partei („Parteibuch“) als fortlaufende Beitragsquittung für ein Parteimitglied, mit der er beweisen konnte, wie viel Mitgliedsbeiträge er an die Partei gezahlt hatte. Dazu wurden zum Beispiel wochenweise Beitragsmarken mit Beitragsbeträgen in das Parteibuch eingeklebt und der Eingang der Zahlung via Stempel bestätigt.
Beim Austritt aus einer Partei wird das Parteibuch zurückgegeben, da viele Parteien sich das Eigentum am Parteibuch vorbehalten. Umgekehrt gilt die Rückgabe des Parteibuches oft bereits als gültige Austrittserklärung, so dass diese Begriffe umgangssprachlich häufig synonym gebraucht werden.
Parteibücher sind bis heute manchmal in den Parteien des linken politischen Spektrums gebräuchlich. Allgemein verwenden heutige Parteien in ähnlicher Funktion eher Mitgliedsausweise (beispielsweise im Kreditkartenformat).

Beispiele von Parteibüchern
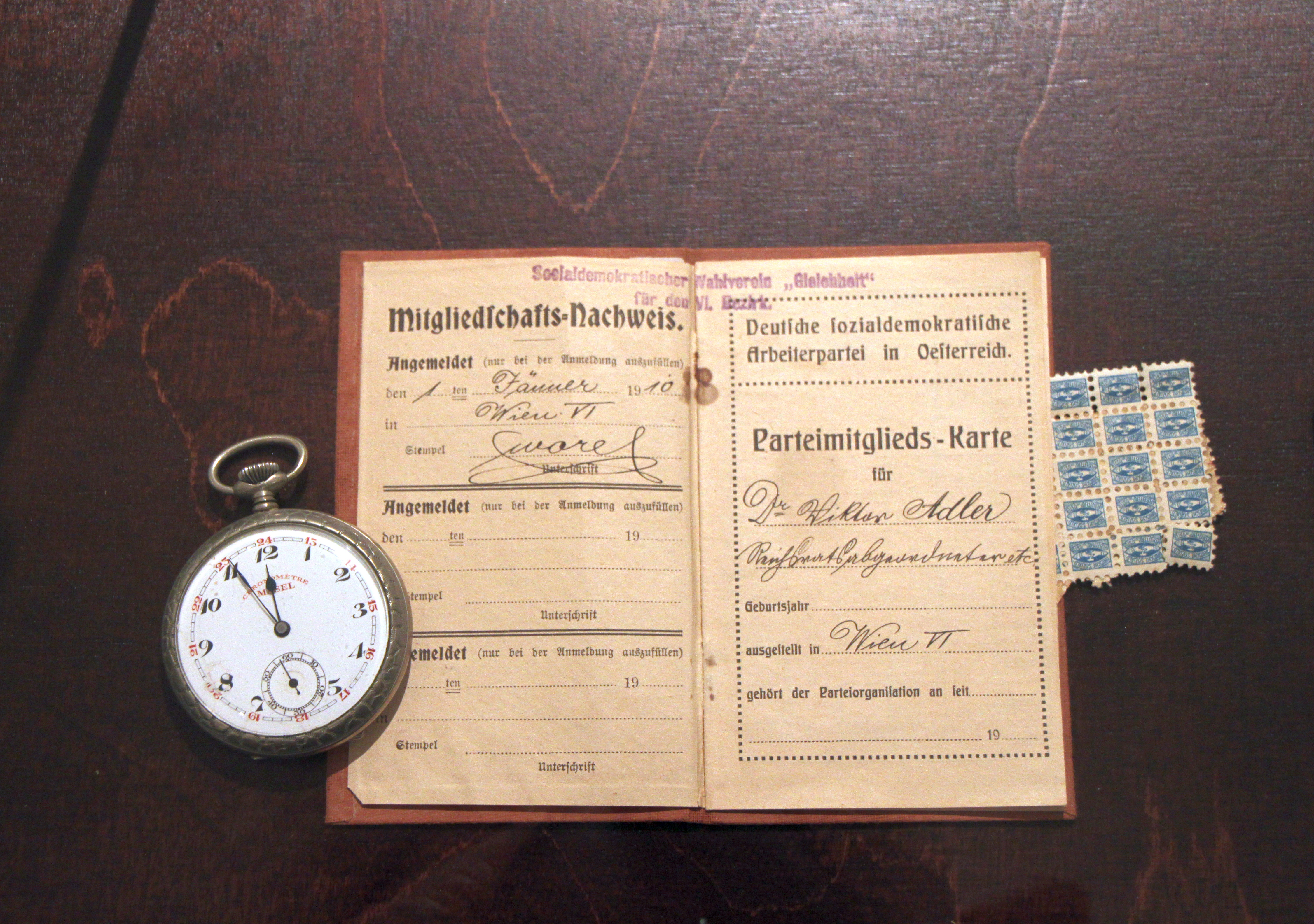
Parteibuch Nr. 1 der Deutschen sozialdemokratischen Arbeiterpartei in Österreich (DSAPÖ) von Viktor Adler, 1910
Parteibuch der Sozialdemokratischen Partei Deutschlands und SPD-Card
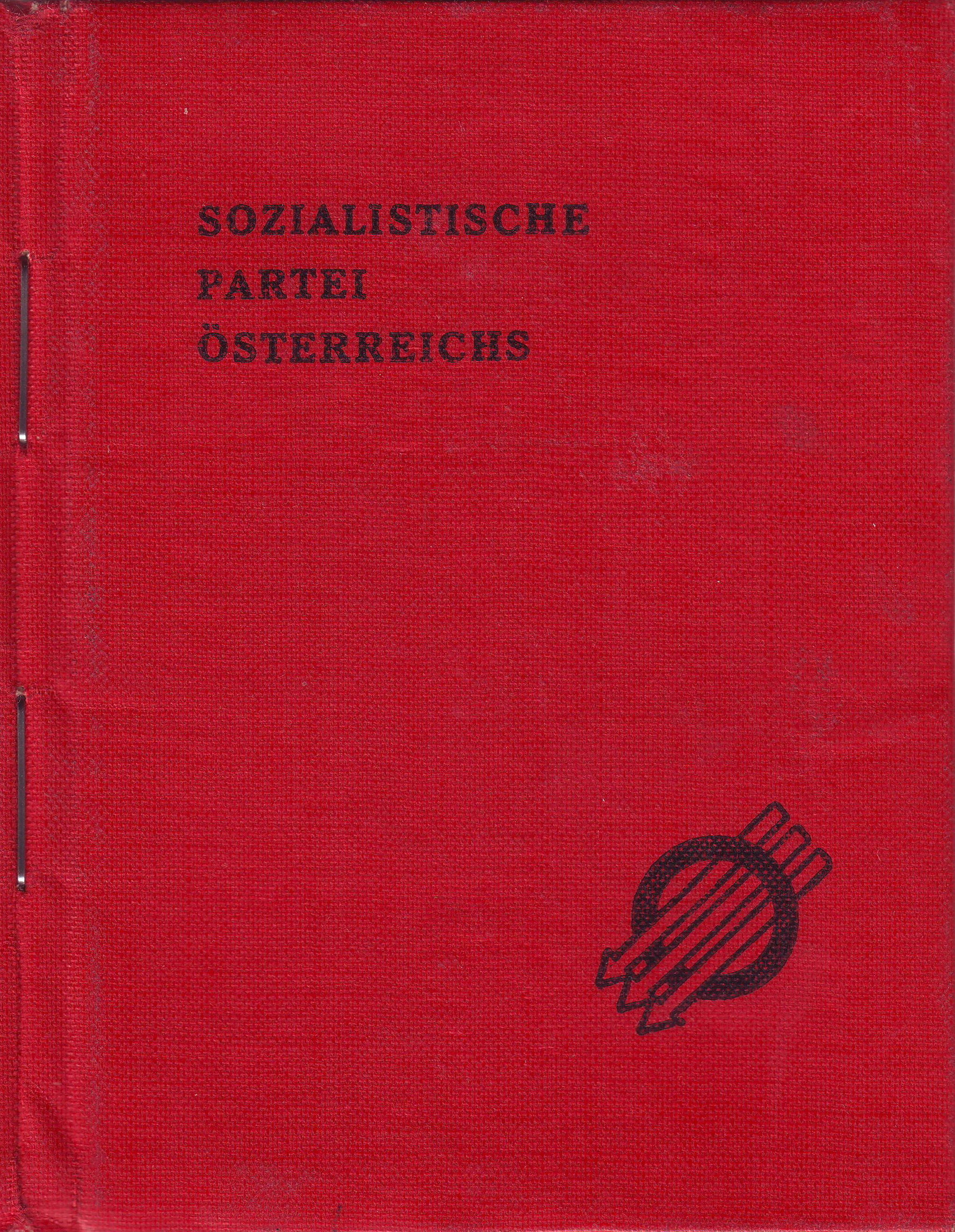
Mitgliedsbuch der Sozialistischen Partei Österreichs (SPÖ), 1955
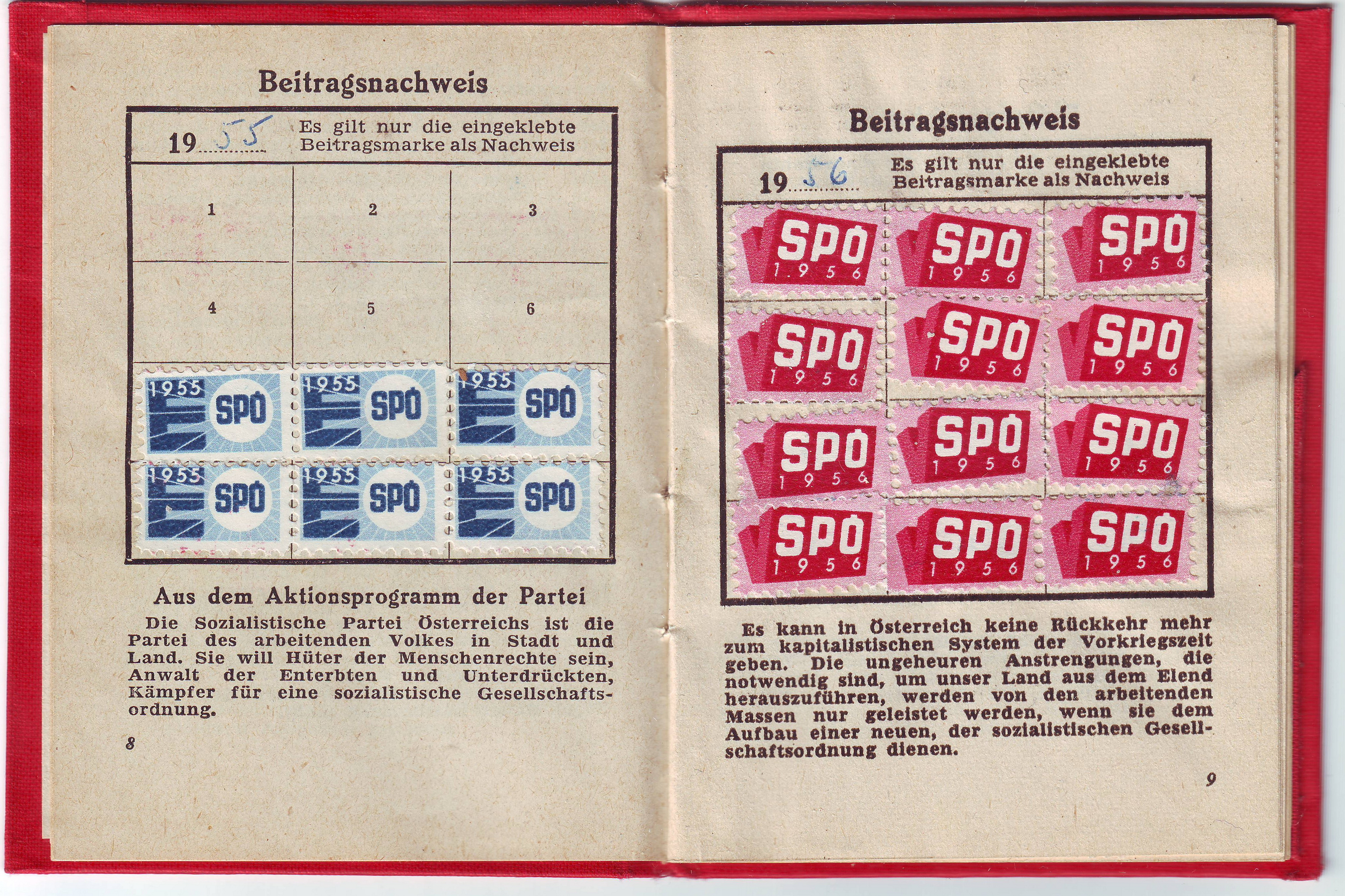
Beitragsnachweis 1955 und 1956 aus einem Mitgliedsbuch der Sozialistischen Partei Österreichs (SPÖ)
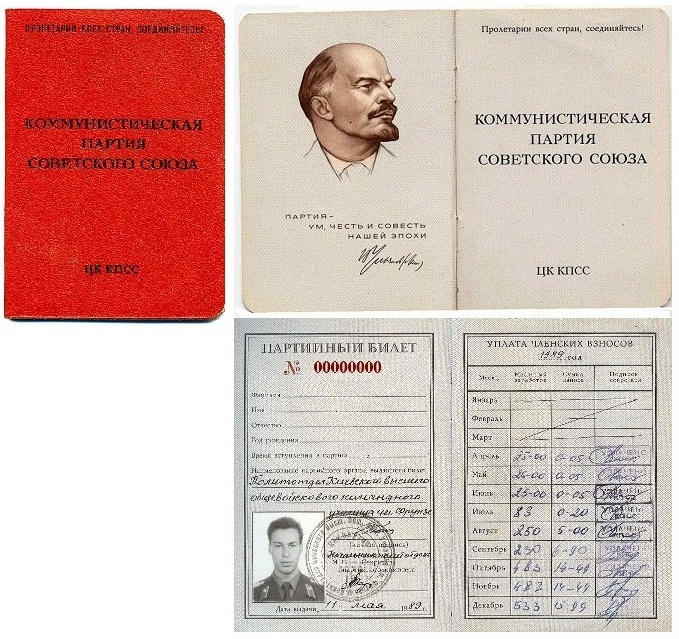
Parteibuch der Kommunistischen Partei der Sowjetunion
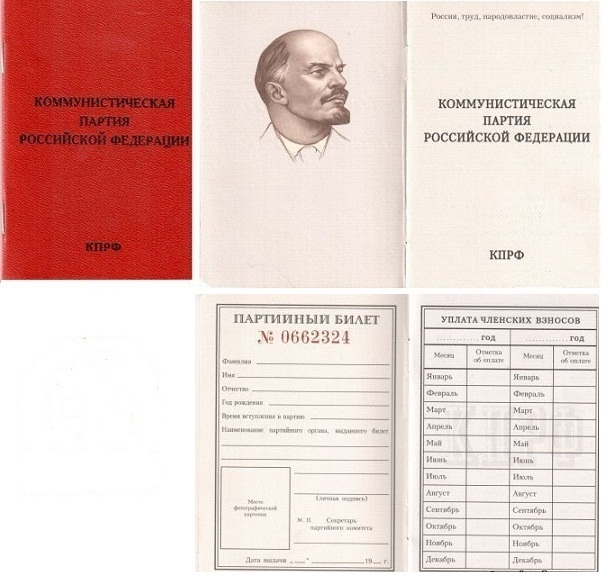
Parteibuch der Kommunistischen Partei der Russischen Föderation

## Trivia
Parteibücher sind spätestens seit der Weimarer Republik (1918–1933) Gegenstand der Satire. Beispielsweise behandelte Kurt Tucholsky seit 1930 mehrfach die Funktion und Bedeutung eines Parteibuchs ironisch:
- „Brüllt auf so ein Buch die heulende Scylla der Rechten ein, so pfeift die Charybdis der Linken: »Wie hältst dus denn mit der Partei? Hast du dein Parteibuch dabei?«“[2]
- „Lord Curzon hatte Humor. Hermann Müller hat ein Parteibuch.“[3]
- „Es ist die ausweglose Hoffnungslosigkeit eines, der noch nicht den Weg zur Arbeiterbewegung gefunden hat, ohne den solcher Not eben nicht beizukommen ist. Das Parteibuch allein genügt gewiß nicht; das Gedichtbuch aber auch nicht.“[4]